# 几内亚民主党—非洲民主联盟
几内亚民主党—非洲民主联盟（法語：Parti Démocratique de Guinée-Rassemblement Démocratique Africain，缩写为PDG-RDA）是几内亚的一个非洲民族主义政党，在一党制时期主导了该国的政治。该党于1947年6月作为非洲民主联盟的一个分支成立。1958年10月19日，该党与非洲民主联盟断绝关系，后者支持与法国建立更紧密的联合关系。同年，该党领袖艾哈迈德·塞古·杜尔成为几内亚首任总统。1960年，杜尔宣布该党为几内亚唯一合法政党。作为该党的主席，杜尔成为几内亚总统的唯一候选人，连续四次在没有对手的情况下当选，每个任期为7年。杜尔执政时期，推行“公社体社会主义”政策。杜尔去世后，兰萨纳·孔戴于1984年发动政变，随即解散该党。1992年，该党在伊斯梅尔·古谢因的领导下重建。